# Bukszus (faanyag)
A bukszus, bukszusfa vagy puszpáng kemény lombos faanyag, az európai fafajokból nyert anyagok között a legnagyobb sűrűségű, a legkeményebb. Nagyon finom, homogén szerkezete miatt ősidők óta nagy becsben tartják. Hagyományosan az örökzöld puszpáng (Buxus sempervirens) fája, de több rokon faj hasonló anyagát is így nevezik.

## Az élő fa
Kicsi, nagyon lassú növekedésű örökzöld fa vagy bokor, legtöbbször egyedül áll, vagy kisebb zárt állományokat képez. Előfordul Dél-Európában, Kis-Ázsiától Indiáig, Észak-Afrikában. Alacsony termetű alfajait sokfelé díszcserjeként ültetik. Európában a 19–20. század fordulója környékén az ipar nagyon nagy mennyiségben dolgozta fel, emiatt faanyagként hasznosítható állománya nagyon lecsökkent, mára az egyik legdrágább, legkeresettebb fa lett.

## A faanyag
A bukszus fája nagyon kis méretű, egyenletes eloszlású szöveti elemekből áll, emiatt különböző metszésfelületei kinézetben, megmunkálhatóságban alig különböznek egymástól. A szíjács és a geszt csak élőnedves állapotban különül el, a száraz anyag egyenletesen sárgásfehér, viaszsárga színű. A növekedési zónák keskenyek, a kései pászta kicsit sötétebb csíkként jelenik meg. Az edények, a bélsugarak szabad szemmel nem láthatók.

## Felhasználása
SzárításNagyon lassan szárad, eközben erősen zsugorodik (térfogati zsugorodása 27–28%), nagyon könnyen reped, vetemedik. Természetes szárítását is lassítani kell, például fűrészporban való máglyázással. A száraz fa használat közbeni stabilitása jó.
MegmunkálásKeménysége, gyakran szabálytalan rostszerkezete miatt nagy erőt, figyelmet igényel, de jól, tisztán megmunkálható. Gépi megmunkálásnál a tompa vágóélek az anyag égését okozhatják.
RögzítésCsak előfúrással szögezhető, csavarozható, jól ragasztható.
FelületkezelésVizes alapú pácokkal nehezen kezelhető. Polírozással, viaszolással nagyon szép felületet ad, lakkozni fölösleges. Régebben vegyi kezeléssel ébenfa-utánzatot készítettek belőle.
TartósságNem gombaálló, nem időjárásálló, nedvesség hatására elszíneződhet.
Kis méretei behatárolják felhasználási körét. Régen fontos műszaki – nyomdaipari, szövőipari – alkalmazásai voltak, ma már elsősorban művészi, iparművészeti célokra használják. Faragott, esztergált dísztárgyak, rózsafüzér, intarziák, fúvós hangszerek, hangszeralkatrészek készülnek belőle. A fametszet elsőrendű anyaga, különösen a harántdúc-vésés esetében.